# Gabernica
Gabernica je 18,5 kilometra dolg potok v Občini Brežice. Ime je dobila po gabrih, ki rastejo na njenih bregovih. Izvira v vznožju Orlice v vasi Pišece, tik nad župniščem, v votlini imenovani Duplo. Nato teče po dolini ob cesti Globoko–Pišece skozi vasi Dednja vas, Blatno, Piršenbreg, nakar nadaljuje pot čez Brežiško polje skozi vasi Globoko, Cundrovec, Bukošek, Brežice (mesto), Sela pri Dobovi, Mostec, Dobova, Mihalovec, ter Loče, kjer se izliva v reko Savo.
V Gabernico se posredno ali neposredno izlivajo Suhadolski potok, Curnovščica, Sromljica, Graben, Zevnikov potok, Trsnjak, Črni potok, Bučlen.
Gabernica je bila nekdaj zelo znana po mlinih, danes pa se njena voda uporablja za vodovod bližnjih vasi (središča vasi Pišece in sosednje Krajevne skupnosti Bizeljsko) ter za zalivanje polj v sušnih mesecih.

## Vodna učna pot Gabernica
Ob potoku je speljana Vodna učna pot Gabernica, prva vodna učna pot v Sloveniji. Ima 7 postaj, ki se raztezajo v dolžini približno 12-ih kilometrov:
1. Pišece
2. Grad Pišece
3. Dolina
4. Globoko
5. Dóbrava
6. Jovsi
7. Čatež ob Savi

Društvo vodarjev Slovenije je leta 1996 izdalo knjižico z naslovom Gabernica: Vodna učna pot (COBISS).

## Mlini na Gabernici
Nekdaj je bilo na Gabernici do vasi Globoko 22 mlinov, nekaj jih je bilo še niže. Trije so ohranjeni še danes. Poleg tega stoji še nekaj mlinov, ki so zapuščeni.
| #   | Ime mlina     | Kraj       | Stanje     |
| --- | ------------- | ---------- | ---------- |
| 1.  | Farovški      | Pišece     | obstoječ   |
| 2.  | Benekov       | Pišece     |            |
| 3.  | Plevnikov     | Pišece     |            |
| 4.  | Jagrčev       | Pišece     |            |
| 5.  | Bosteletov    | Pišece     |            |
| 6.  | Kramarjev     | Pišece     |            |
| 7.  | Farovški      | Pišece     |            |
| 8.  | Farovški      | Dednja vas |            |
| 9.  | Štrukljev     |            |            |
| 10. | Živičev       |            |            |
| 11. | Bertoletov    |            |            |
| 12. | Podgorškov    |            |            |
| 13. | Veršecev      |            |            |
| 14. | Živičev       |            |            |
| 15. | Dušičev       |            |            |
| 16. | Podvinskov    | Blatno     | propadajoč |
| 17. | Podgorškov    | Blatno     |            |
| 18. | Agrežev       | Piršenbreg | izginul    |
| 19. | Gregorevčičev | Globoko    | izginul    |
| 20. | Hudovilčičev  | Globoko    |            |
| 21. | Molanov       | Globoko    |            |
| 22. | Urekov        | Globoko    |            |